# 1546 Izsak
1546 Izsak је астероид главног астероидног појаса са средњом удаљеношћу од Сунца која износи 3,173 астрономских јединица (АЈ).
Апсолутна магнитуда астероида је 10,6.